# W Leonis Minoris
W Leonis Minoris är en halvregelbunden variabel (SRD) i stjärnbilden Lilla lejonet. 
Stjärnan varierar mellan visuell magnitud +10,4 och 13,5 med en period av 116,9 dygn.